# いわきりなおと
いわきりなおと（岩切直人　1975年9月5日 - ）は、日本の映像作家・アニメーション監督・漫画家。東京都在住。デジタルハリウッド卒業。セツ・モードセミナー出身

代表作にアニメ映画「楓ニュータウン」漫画「国宝トゥナイト」がある。日本美術マニアとしても知られる。

## 主な仕事
- TVゲーム「首都高バトルシリーズ」（元気）社員時代CGデザイナーとして制作に関わる
- 漫画「うわさのナビ子シリーズ」連載（マイコミ進学）（2003～2009年）
- アニメ「楓ニュータウン」（コミックス・ウェーブ）監督、脚本（2007年）
- NHK高校講座　数学I　番組オープニングアニメ（2008年）
- りそな銀行CM　「三匹のこぶたりーそーなー」監督、制作（2009年）
- 漫画「国宝トゥナイト」（レッカ社）（2010年）
- 漫画「勉強少年☆チューイチ」（ベネッセ　進研ゼミ「中1コース」）（2011年）
- 漫画「ふぞろいのベジタブル」（NHK出版「やさいのじかん」（2012年）

## 関連人物
- TOMOVSKY　ミュージシャン。ミュージックビデオを担当
- エイプリルズ　バンド。ミュージックビデオを担当
- サード・クラス　バンド。ミュージックビデオ担当
- はかまだ卓　ミュージシャン。ミュージックビデオ担当
- ORANGENOISE SHORTCUT　音楽ユニット。ミュージックビデオ担当
- tobaccojuice バンド。ミュージックビデオ担当
- きたはらいく　ミュージシャン。ミュージックビデオ担当
- spaghetti vabune!　バンド。ミュージックビデオ担当
- SPARKY バンド。ミュージックビデオ担当
- pop chocolat　バンド。ミュージックビデオ担当
- Hazel Nuts Chocolate　音楽ユニット。ミュージックビデオ担当
- メカネロ　バンド。ミュージックビデオ担当
- 伊藤裕輔　イラストレーター。
- 名嘉真法久　映像作家。
- Tokin　イラストレーター。のんちゃんとたぬき連載